# Falstaff (opera)
Falstaff – komediowa opera liryczna w trzech aktach. Libretto według Wesołych kumoszek z Windsoru i Henryka IV Williama Szekspira napisał Arrigo Boito, a muzykę skomponował Giuseppe Verdi.
Premiera opery miała miejsce 9 lutego 1893 roku w La Scali w Mediolanie i z miejsca przyniosła wielki sukces. Wprawdzie nie tak popularna, jak poprzednie prace Verdiego, Aida czy Otello, Falstaff cieszył się jeszcze długo uznaniem krytyków z powodu wyrafinowanego smaku utworu i pewnych nowinek melodycznych.

## Osoby
| Osoba                             | Głos        | Premiera, 9 lutego 1893 (Dyr.: Edoardo Mascheroni) |
| --------------------------------- | ----------- | -------------------------------------------------- |
| Sir John Falstaff gruby szlachcic | baryton     | Victor Maurel                                      |
| Ford, bogacz                      | baryton     | Antonio Pini-Corsi                                 |
| Alicja Ford, jego żona            | sopran      | Emma Zilli                                         |
| Anusia (Nannetta), ich córka      | sopran      | Adelina Stehle                                     |
| Pani Quickly                      | kontralt    | Giuseppina Pasqua                                  |
| Pani Meg Page                     | mezzosopran | Veronica Guerrini                                  |
| Fenton, jeden z konkurentów       | tenor       | Edoardo Garbin                                     |
| Dr Caius                          | tenor       | Giovanni Paroli                                    |
| Bardolf, sługa Falstaffa          | tenor       | Paolo Pelagelli-Rossetti                           |
| Pistol, sługa Falstaffa           | bas         | Vittorio Arimondi                                  |
| Oberżysta                         | rola niema  | Attilio Pulcini                                    |

## Miejsce i czas akcji
Akcja toczy się w Windsorze, w Anglii, za panowania Henryka IV (1399–1413).

### Akt I
Odsłona 1
W staroangielskiej gospodzie "Pod Podwiązką" przy kuflu siedzi stary, gruby szlachcic, John Falstaff i zastanawia się jak zdobyć pieniądze. Obok niego słudzy Bardolf i Pistol oraz oberżysta. Zjawia się dr Caius, oskarżając szlachcica o to, że pobił jego służących i zajeździł jego konia. Falstaff zaprzecza wszystkiemu, a po wyjściu doktora wzywa swych służących, Bardolfa i Pistola, do odniesienia listów z wyznaniami miłosnymi do bogatych mężatek Alicji Ford i Meg Page. Słudzy odmawiają, utrzymując, że byłoby to wbrew honorowi. Rozgniewany Falstaff wygłasza tyradę, z której wynika, że od honoru jeszcze nikt nie utył (L'onore! Ladri!), po czym wypędza obu służących, a listy każe odnieść giermkowi Robinowi.
Odsłona 2
Do Alicji Ford przybywa jej przyjaciółka Meg Page, aby jej pokazać list miłosny od Falstaffa. Okazuje się, że pani Ford otrzymała identyczny list. Obie damy postanawiają, przy pomocy znajomej, pani Quickly, dać nauczkę "adoratorowi".
Przybyły dr Caius opowiada swoją rozmowę z Falstaffem; zjawia się również Fenton ubiegający się o rękę Anusi, a na koniec Bardolf i Pistol, którzy opowiadają Fordowi o zamiarach swego pana. Tak więc kobiety z jednej strony, a mężczyźni z drugiej, zmawiają się przeciwko Falstaffowi, przy czym żadna ze stron nie zdradza swych planów.

### Akt II
Odsłona 1
Falstaff siedzi w gospodzie. Wchodzą Bardolf i Pistol prosząc o ponowne przyjęcie do służby i anonsują wizytę pani Quickly, która zgodnie z planem zaprasza Falstaffa w imieniu pani Ford na randkę. W chwilę po jej wyjściu słudzy wprowadzają nieznanego mężczyznę, który przedstawia się jako "pan Fontana" i prosi Falstaffa, by ten pomógł zorganizować schadzkę z Alicją Ford, obiecując w zamian kiesę ze złotem. Falstaff odpowiada Fontanie, że sam jest umówiony z panią Ford, nie wiedząc, że Fontana to sam Ford, który przybył w przebraniu dla zbadania sprawy, przekonany, że żona naprawdę chce go zdradzić (É sogno?).
Odsłona 2
Dom Forda. Pani Quickly zdaje damom relację z wizyty w gospodzie. Pani Ford pociesza córkę, która obawia się, że ojciec chce ją wydać za doktora Caiusa. Wszyscy kryją się, bo właśnie nadchodzi Falstaff. Zastaje Alicję rozmarzoną, z lutnią w rękach, ale jego zaloty przerywa pani Quickly, która wbiega i mówi, że przyszła Meg Page. Ukryty za zasłoną Falstaff słyszy, jak pani Page opowiada, że Ford coś podejrzewa i jest wściekły. Za chwilę wpada Ford, a wraz z nim dr Caius, Fenton, Bardolf i Pistol oraz kilku przyjaciół pana domu. Gdy zazdrosny mąż wybiega, by szukać Falstaffa w dalszych częściach domu, przyjaciółki chowają Falstaffa w koszu na bieliznę. Biegający po domu Ford słyszy w pewnej chwili odgłos pocałunku. Wściekły dopada zasłony, lecz zamiast Alicji i Falstaffa, zastaje Anusię i Fentona. Wypędza młodzieńca za drzwi, sam zaś nadal szuka Falstaffa. Tymczasem kosz, w którym ukrył się Falstaff, służący wrzucają do strumienia, gdzie pierze się bieliznę.

### Akt III
Odsłona 1
Falstaff, popijając wino przed gospodą, rozmyśla o swej niefortunnej przygodzie (Ehi! Taverniere!). Uważa wprawdzie, że padł ofiarą złośliwego żartu, a przecież znów daje wiarę słowom pani Quickly, która w imieniu Alicji wyznacza mu miejsce schadzki – o północy pod wielkim dębem w parku. Plany dam zdołali po części podsłuchać mężczyźni, którzy postanawiają również udać się do windsorskiego parku i dać nauczkę Falstaffowi, a jednocześnie, korzystając z ciemności, wydać Anusię za doktora Caiusa. Nie wiedzą, że ich rozmowę podsłuchała pani Quickly.
Odsłona 2
Noc w parku. Fenton śpiewa pieśń miłosną (Dal labro il canto), wołając Anusię, która pojawia się przebrana za królową elfów. Pani Ford przebrała Fentona tak, by wyglądał jak doktor Caius, a w Anusine suknie ubrała pachołka Berdolfa. O północy pod dębem zjawia się Falstaff. Podchodzi doń Alicja, ale znów nie ma czasu na miłosne wyznania, bo nagle zjawia się pani Page i woła, że zbliżają się złośliwe duchy. Obie kobiety uciekają, a w ich miejsce nadchodzi przebrana za Tytanię Anusia w otoczeniu orszaku elfów. Chór śpiewa (Sul fil d'un soffio d'etesio), po czym psotne elfy rzucają się na Falstaffa i biją bez miłosierdzia. Gdy w końcu przerażony i wytarmoszony szlachcic zaczyna błagać o łaskę odstępują go, stwierdziwszy, że otrzymał wystarczającą nauczkę. Teraz nadchodzą mężczyźni, prowadząc obie młode pary. Nagle wychodzi na jaw, że Ford w ciemnościach pobłogosławił Anusię i Fentona, musi więc teraz dać zezwolenie na ich ślub, zaś niewiasta, którą wybrał Caius, okazuje się przebranym Bardolfem.
Operę kończy pogodny finał.

## Orkiestra
Verdi rozpisał Falstaffa na 3 flety (jako trzeci piccolo), 2 oboje, rożek angielski, 2 klarnety, klarnet basowy, 2 fagoty, 4 rogi, 3 trąbki, 3 puzony, tubę, perkusję (trójkąt, talerze, wielki bęben, kotły), harfę oraz instrumenty smyczkowe. W tle słychać także gitarę, róg myśliwski i dzwony.